# Craig R. Baxley
Craig Redding Baxley (ur. 20 października 1949 w Los Angeles) − amerykański kaskader, reżyser i aktor filmowy i telewizyjny.

## Filmografia

### Reżyseria

#### Filmy fabularne
- 1988: Szalony Jackson (Action Jackson)
- 1990: Mroczny anioł (Dark Angel)
- 1991: Zimny jak głaz (Stone Cold)
- 1992: TIR morderca (Revenge on the Highway, TV)
- 1992: Raven (Raven: Return of the Black Dragons, TV)
- 1993: W gniewie (The Family Torn Apart)
- 1994: Głęboka czerwień (Deep Red)
- 1994: Podwójne życie Sary (Deconstructing Sarah)
- 1995: Anioł zemsty (The Avenging Angel)
- 1995: Shadow-Ops
- 1996: Postać z mroku (Twilight Man)
- 1996: Zła miłość (Twisted Desire)
- 1997: Pod presją (Bad Day On the Block)
- 1998: Nieugięta Mary (Silencing Mary)
- 1999: Okruch nadziei (A Touch of Hope)
- 1999: Zbuntowany klon II (Chameleon II: Death Match)
- 2002: Żar (The Glow)
- 2002: Czerwona Róża (Rose Red)
- 2003: Z dziennika Ellen Rimbauer: Czerwona Róża (The Diary of Ellen Rimbauer)
- 2005: Spisani na straty (Left Behind: World at War)
- 2008: Aces 'N Eights

#### Seriale TV
- 1983-1987: Drużyna „A” (The A-Team)
- 1992: Raven
- 1999: Sztorm stulecia (Storm of the Century)
- 2002: Czerwona Róża (Rose Red)
- 2004: Szpital „Królestwo” (Kingdom Hospital)
- 2005: Trójkąt (The Triangle)
- 2006: Zagubiony pokój (The Lost Room)
- 2011: Człowiek-cel (Human Target)

## Publikacje
- Craig R. Baxley: Five Hours. Craig Baxley, 2022. ISBN 979-8-9851952-7-9.